# Arashiyama

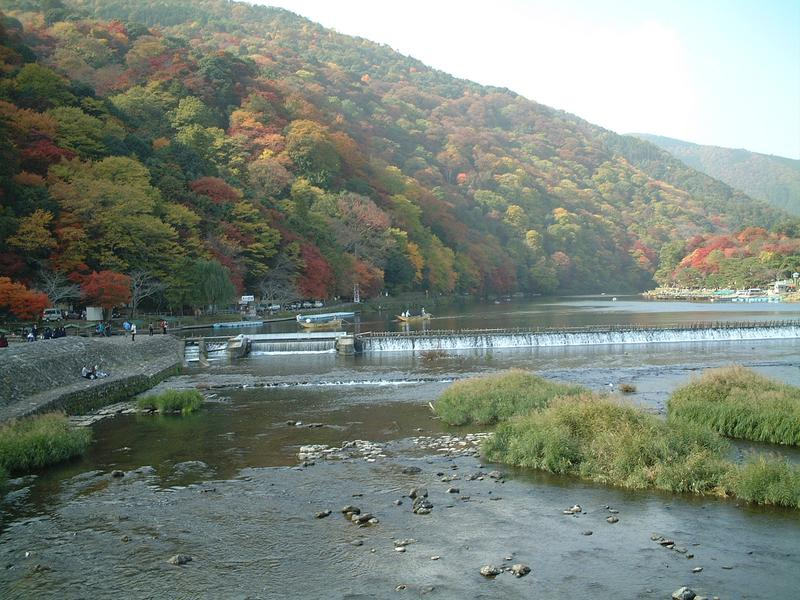
Núi Arashi (Arashiyama) bắc qua dòng sông Ōi

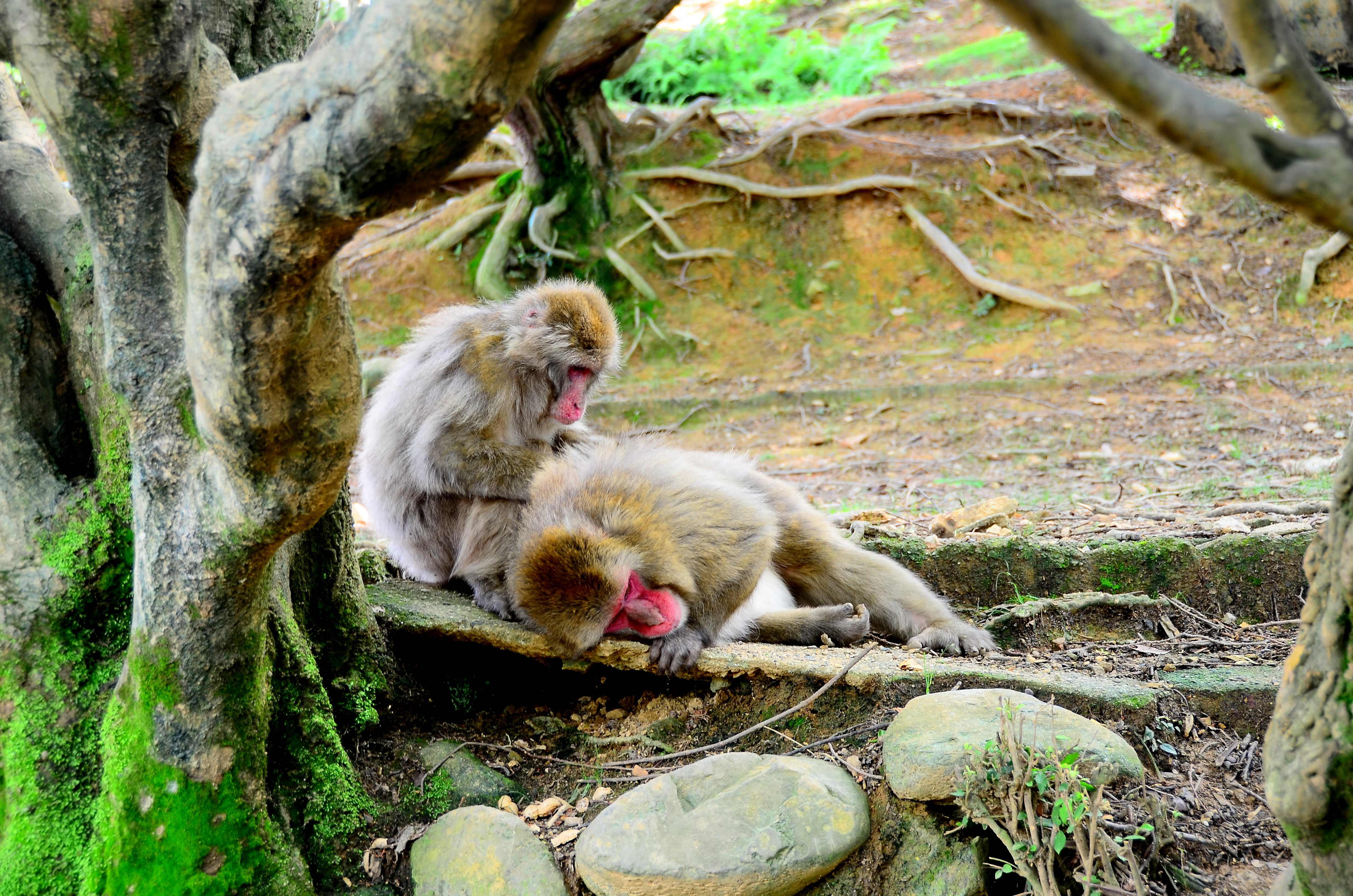
Công viên Khỉ Iwatayama

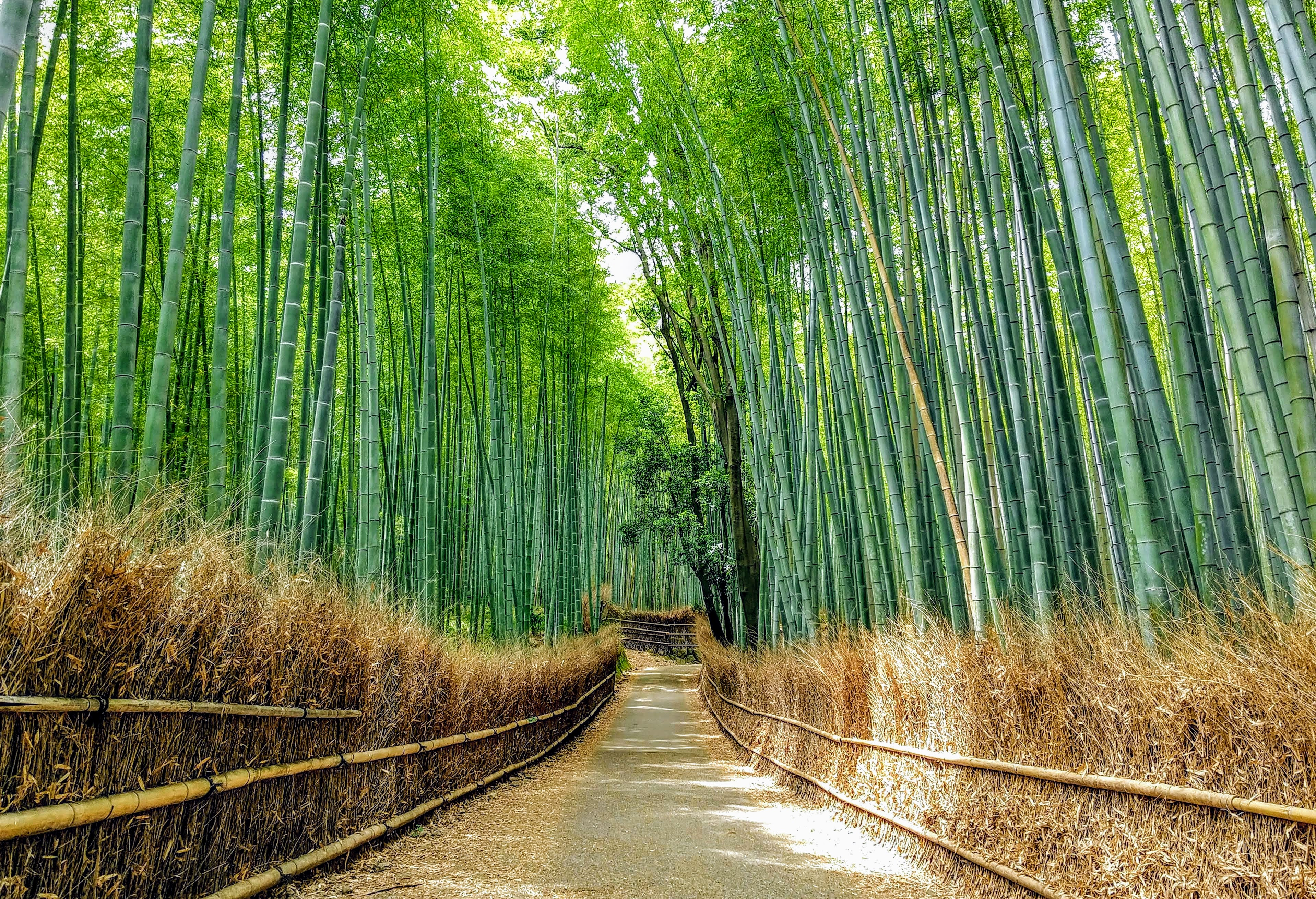
Rừng trúc ở Sagano, Kyoto, Nhật Bản

Arashiyama (hay còn gọi là Núi Bão 嵐山) là một quận nằm ở phía tây vùng ngoại ô Kyoto, Nhật Bản. Ngọn núi bắc qua sông Oi, cái mà được coi là biểu tượng của quận Arashiyama. Arashiyama được biết đến không chỉ vì nó là nơi gìn giữ nhiều giá trị lịch sử mang đậm bản sắc văn hóa dân tộc mà còn vì những cảnh sắc tuyệt vời của vùng núi nơi đây.
.

## Các điểm du lịch nổi tiếng
- Con đường Trúc của Arashiyama.
- Công viên khỉ Iwatayama nằm trên sườn núi Arashiyama. Với hơn 170 con khỉ đang sinh sống. Mặc dù đều là khỉ hoang, nhưng chúng lại khá thân thiện với con người. Công viên này tọa lạc trên một ngọn núi nhỏ không xa ga xe lửa Saga-Arashiyama. Khách tham quan có thể tương tác và chụp hình những chú khỉ. Trên phần đỉnh núi có một hàng rào bao quanh vùng đất nơi du khách có thể cho khỉ ăn.
- Cầu Togetsukyo hay còn gọi là Cầu Vượt Ánh Trăng thu hút khách du lịch bởi phong cảnh của những cây hoa anh đào và sắc thu của nó bao phủ khắp sườn núi Arashiyama.
- Bia tưởng niệm của Kogo - người phụ nữ có địa vị thấp trong thời đại Heian ở Sagano.
- Tenryū-ji, ngôi đền chính của một trong 15 nhánh của trường phái Rinzai, một trong hai giáo phái Thiền tông chính ở Nhật Bản.
- Làng Kiyotaki, ngôi làng đẹp như tranh vẽ ở chân núi Atago, nơi cư ngụ của ngôi đền shinto nổi tiếng.
- Matsunoo-taisha, một ngôi đền cách phía nam của khu vực nửa dặm, là nơi có một con nước nhỏ ban phước để mang lại may mắn, hạnh phúc. Ngôi đền này là 1 trong những đền thờ lâu đời nhất ở Kyoto, được thành lập năm 700. Con nước được cho là linh thiêng này đem lại những lời nguyện mang ơn phước lành đến cho sản phẩm của những công ty sản xuất  rượu gạo sake và bột đậu nành (miso).
- Khu Kameyama koen có một tảng đá đánh dấu kỷ niệm về chuyến thăm của nhà chính trị gia Trung Quốc-Chu Ân Lai đến công viên Arashiyama. Ông ta bị lay động bởi những bông hoa anh đào và cây cỏ miền núi. Bốn bài thơ ông viết về chuyến thăm của mình đã được khắc trên một tượng đài bằng đá: " Arashiyama in the Rain".
- Okochi Sanso, nơi có ngôi nhà và những khu vườn mang phong cách Nhật Bản của nam diễn viện điện ảnh nổi tiếng Denjiro Okochi.
- Những cây anh đào nở hoa vào mùa xuân và lá của chúng ngả sang màu đỏ vào mùa thu.

## Phương tiện đi lại
Có thể đến Arashiyama bằng tuyến đường sắt điện Keifuku từ trung tâm Kyoto hoặc đường Hankyū Arashiyama từ Katsura, với sự liên kết từ Osaka và ga Kyoto Karasuma. Ngoài ra, ga JR Saga Arashiyama nằm ở ngoại ô của huyện.

## Togetsukyō

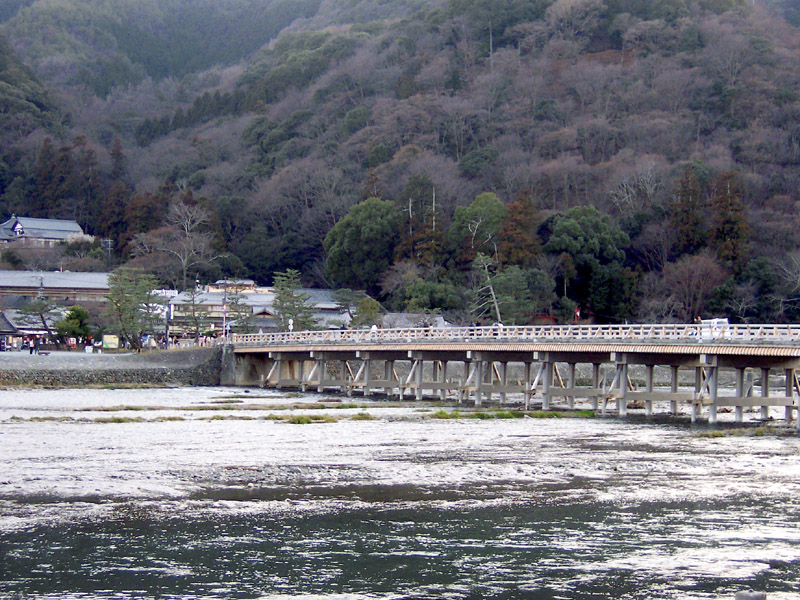
Togetsukyō

Cây cầu Togetsukyo là 1 cây cầu bắt ngang qua con sông. Con sông trong hình có nhiều tên gọi khác nhau. Ở thượng nguồn nó được gọi là sông Oigawa. Phần giữa sông thì nó lại có tên là sông Hozugawa và ở phần hạ nguồn nó được gọi là sông Katsurakawa. Nói cách khác, con sông này được gọi là Sông Oigawa ở thượng nguồn, Sông Hozugawa ở phần giữa sông và Sông Katsurakawa ở hạ nguồn.